# Igor Kokoškov
Igor Stefan Kokoškov (srbsko Игор Стефан Кокошков), srbski košarkarski trener, * 17. december 1971, Banatski Brestovac, SFR Jugoslavija.
Kokoškov je trenutno glavni trener pri klubu Phoenix Suns v ligi NBA. V starosti 24 let je Kokoškov postal najmlajši košarkarski trener v zgodovini Jugoslovanske košarke potem, ko je moral zaradi posledic prometne nesreče končati svojo obetavno košarkarsko igralsko kariero. Kokoškov je diplomant Univerze v Beogradu.

## Trenerska kariera
Kokoškov je treniral številne košarkarske klube v Beogradu, bil pa je tudi član trenerskega štaba Jugoslovanske moške košarkarske reprezentance.
Zaradi svoje ambicioznosti in dobrega znanja angleščine je leta 1999 postal član trenerskega štaba na Univerzi države Missouri. Tako je postal prvi Evropejec s takšnim položajem v ameriški univerzitetni košarkarski ligi NCAA.
Naslednjega leta je Kokoškov postal pomočnik trenerja Los Angeles Clippersov v ligi NBA, s tem je postal prvi Neameričan na takšnem položaju. Leta 2003 se je pridružil trenerskemu štabu Detroit Pistonsov, ki ga je vodil glavni trener Larry Brown.
18. aprila 2008 je bil Kokoškov imenovan za selektorja Gruzijske košarkarske reprezentance.
20. junija 2008 je Kokoškov postal pomočnik trenerja Phoenix Sunsov.
18. junija 2010 je Kokoškov postal ameriški državljan.
18. decembra 2011 je gruzijski predsednik Mihail Sakašvili Kokoškova odlikoval z Ekscelenco gruzijskega reda.
29. maja 2013 je bil Kokoškov imenovan za pomočnika trenerja Cleveland Cavaliersov.
17. februarja 2015 je bil Kokoškov imenovan za pomočnika trenerja kluba Orlando Magic do konca sezone. 1. julija je postal pomočnik trenerja pri klubu Utah Jazz.
18. januarja 2016 je bil Kokoškov imenovan za selektorja Slovenske košarkarske reprezentance in jo popeljal do osvojitve naslova evropskega prvaka 2017.
2. maja 2018 je Kokoškov postal glavni trener kluba Phoenix Suns, kjer je kot pomočnik trenerja že služboval med letoma 2008 in 2013. S tem je postal prvi glavni trener v zgodovini NBA, ki ni bil rojen in ni odraščal v ZDA.
V sezoni 2019 - 2020 je Igor Kokoškov pomočnik trenerja (Assistant Coach) pri Sacramento Kingsih (https://www.nba.com/kings).